# Magelona annulata
Magelona annulata är en ringmaskart som beskrevs av Hartmann-Schröder 1962. Magelona annulata ingår i släktet Magelona och familjen Magelonidae. Inga underarter finns listade i Catalogue of Life.